# سالوجو (سولواووا)
سالوجو (به ترکی استانبولی: Salucu) یک منطقهٔ مسکونی در ترکیه است که در سولواووا واقع شده‌است.